# 別於谷駅
別於谷駅（ピョロゴクえき）は、大韓民国江原特別自治道旌善郡にある、韓国鉄道公社旌善線の駅である。

## 駅構造
- 1面2線の地上駅。

## 歴史
- 1967年1月20日：開業[1]。
- 2015年1月22日：旌善アリラン列車（A-train）運行開始[2]。

## 隣の駅
韓国鉄道公社
旌善線
ミンドゥンサン駅 - 別於谷駅 - 仙坪駅